# 新居里江子
新居 里江子（にい りえこ、2001年2月8日 - ）は、日本の女子ラグビーユニオン選手。

## プロフィール
- 大阪府出身[1]。
- ポジションはBK。
- 身長 155cm、体重 59kg
- 7人制女子日本代表に選ばれたことがある[2]。

## 略歴
2019年、アナン学園高校卒業後、国際武道大学に入る。
2023年、国際武道大学卒業後、弘前サクラオーバルズに加入。